# Jules Boucher (écrivain)
Pour les articles homonymes, voir Jules Boucher et Boucher.
Jules Boucher, né le 28 février 1902 et mort le 9 juin 1955, est un écrivain, occultiste, alchimiste et franc-maçon français.

## Biographie
Jules Boucher est entré en maçonnerie à l'âge de 41 ans, c'est-à-dire pendant l'occupation allemande. Initié en 1943 à la loge clandestine « L'arche d'alliance » de la Grande Loge de France à l'orient de Paris, il fut membre de plusieurs loges de cette obédience.
Occultiste du XXe siècle, magicien et théurge, il fait partie des auteurs de la mouvance occultiste et symboliste de la franc-maçonnerie dont La symbolique maçonnique, publiée pour la première fois en 1948, connait un réel succès dans ce type de loge  , il fut le disciple de l'alchimiste Fulcanelli et le fondateur, en 1948, de l'Ordre Martiniste Rectifié.

En 1951, il fut victime d'une grave attaque cardiaque qui le tint éloigné de tous pendant les quatre dernières années de sa vie. Il repose au Cimetière parisien d'Ivry.

## Publications
- La Symbolique maçonnique, Dervy, 1948, ISSN 0397-3042, réd.1979.
- Manuel de magie pratique, Éditions Niclaus, Paris, 1941.

Jules Boucher a également collaboré à de nombreuses revues maçonniques, parmi lesquelles Le symbolisme.